# セリオ東洋グループ
セリオ東洋グループ（セリオとうようグループ）は、セリオ株式会社、東洋電器株式会社、株式会社クイックバリューなど6社から成る企業グループである。グループ統括本社は、岡山県岡山市。

## グループ概要
以下6社から構成される。総資本金は、1億1,500万円。
- セリオ株式会社
- 東洋電器株式会社
- 株式会社クイックバリュー
- セリオ中部21株式会社
- アルタム21株式会社
- 株式会社アーク・ウェイブ

### セリオ株式会社
- 本社・拠点
  - 本社:岡山県備前市
  - 岡山本部兼テクノロジーセンター:岡山市
  - 支社:東京支社(東京都中央区)
  - 支店:名古屋支店(名古屋市中区)、京都支店(京都市南区)、大阪支店(大阪市淀川区)
  - 電子工場:兵庫県赤穂市

### 東洋電器株式会社
- 本社・工場
  - 本社:岡山県備前市
  - 工場:伊里中工場(岡山県備前市)

### 株式会社クイックバリュー
- 本社・事業部
  - 本社:大阪市淀川区
  - 本店:岡山県備前市
  - 事業所:京都事業部(京都市南区)、岡山事業部(岡山県備前市)

### セリオ中部21株式会社
- 本社:名古屋市中区

### アルタム21株式会社
- 本社:東京都

### 株式会社アークウェイブ
- 本社:東京都